# Fährschiff Typ II
Das HADAG-Fährschiff Typ II ist eine Baureihe von Hamburger Hafenfähren. Es hatte einen dieselelektrischen Antrieb und konnte bis zu 445 Personen aufnehmen. Diese Diesel-Elektroschiffe (DES) waren eine kleinere Ausführung des Typs III, mit dem sie den Hafenverkehr lange prägten. Von diesem Schiffstyp mit einer Länge von etwa 27 Metern und einer Breite von um die 7,86 Metern wurden insgesamt zwölf Fahrzeuge gebaut. Acht DES entsprachen dem zwischen 1953 und 1955 gebauten Typ II, der hauptsächlich im planmäßigen Hafenverkehr eingesetzt wurde. Je zwei DES wurden von den Typen II R und II U gebaut.
Der Untertyp II R (R = Rundfahrt) entstand im Jahr 1955. Er hatte ein bis zum Heck verlängertes freies Oberdeck, das bei Hafenrundfahrten mehr Plätze mit guter Aussicht bot.
Der Untertyp II U wurde 1957 für Fahrten auf der Unterelbe („Niederelbedienst“) gebaut. Er hatte das lange Oberdeck des Typs II R, außerdem befanden sich die Toiletten auf dem Hauptdeck vorn anstatt hinten, dadurch bot sich auch im Heck auf dem Hauptdeck eine freie Sicht nach hinten und zur Seite.

## Bauliste
| Schiffsname  | Schiffs- typ | Indienst- stellung | Außerdienst- stellung | Bauwerft (Baunummer)        | Umbenennung (Jahr)                                                           | Verbleib | Zustand / Nutzung                  |
| ------------ | ------------ | ------------------ | --------------------- | --------------------------- | ---------------------------------------------------------------------------- | --- | ---------------------------------- |
| Ottensen     | II U         | 1957               | 1977                  | Ottensener Eisenwerke (515) | Mouraria (1977)                                                              | Transtejo, Lissabon                                                                                            | Fährschiff                         |
| Othmarschen  | II U         | 1957               | 1977                  | Scheel & Jöhnk (400)        | Vouga (1977)                                                                 | Transtejo, Lissabon                                                                                            | 2004 in Alhos Vedros abgewrackt    |
| Steinkirchen | II R         | 1955               | 1999                  | Pohl & Jozwiak (75)         | Altenwerder (1979), Altenwerder I (1997), Alte Werder (2001), Alfanda (2008) | Wedel-Schulau (1999–2001), Hamburg (2001–2007), Dänemark (2008)                                                | Umbau zum Büro- und Wohnschiff     |
| Falkenstein  | II R         | 1955               | 1977                  | Blohm + Voss (790)          | Porto Brandao (1977)                                                         | Transtejo, Lissabon                                                                                            | 2008 abgewrackt                    |
| Stadersand   | II           | 1955               | 1982                  | Ottensener Eisenwerke (479) | -                                                                            | 1982 verkauft an Paikopoulos (Griechenland), wg. Maschinenschaden nicht abgeliefert, Hamburg-Harburg (ab 1995) |                                    |
| Blankenese   | II           | 1955               | 1986                  | Pohl & Jozwiak (74)         | Oishonit (1987), Calypso                                                     | Haifa (1987), Ashdod (Israel)                                                                                  | Versorgungsschiff                  |
| Schulau      | II           | 1955               | nach 1998             | Norderwerft (814)           | Nordfriesland (2000), Lola (2002)                                            | Wedel (2002), Fischereihafen Cuxhaven (ab 2006)                                                                | in Umbau zum Wohnschiff            |
| Steinwerder  | II           | 1954               | 1986                  | Blohm + Voss (785)          | -                                                                            | | abgewrackt                         |
| Vierlanden   | II           | 1955               | 1986                  | Theodor Buschmann (43)      | -                                                                            | | in Hamburg abgewrackt              |
| Reeperbahn   | II           | 1954               | 1988                  | Ottensener Eisenwerke (472) | -                                                                            | St. Petersburg (2009)                                                                                          |                                    |
| Harburg      | II           | 1953               | nach 1988             | Theodor Buschmann (31)      | Batros                                                                       | Teneriffa |                                    |
| Altenwerder  | II           | 1953               | 1979                  | Ottensener Eisenwerke (470) | -                                                                            | Hamburg-Finkenwerder                                                                                           | Kulturschiff, stationär ohne Motor |